# Murojärvi
Murojärvi är en sjö i kommunen Äänekoski i landskapet Mellersta Finland i Finland. Den är 1,6 meter djup. Arean är 36 hektar och strandlinjen är 2,67 kilometer lång. Sjön  ingår i Kymmene älvs huvudavrinningsområde.   Den ligger omkring 69 kilometer norr om Jyväskylä och omkring 300 kilometer norr om Helsingfors. 